# Christel van Dieken
Christel van Dieken (* 20. Januar 1955 in Lingen, Deutschland) ist Bildungsreferentin und Organisationsberaterin für Kitas und Grundschulen im deutschsprachigen Raum. Sie ist Leiterin der Waterkant Academy van Dieken und Geschäftsführerin der Waterkant Academy online GmbH, einem Fortbildungsinstitut das Präsenzseminare, Onlinekurse (E-Learning) und integriertes Lernen (Blended Learning) zum Thema Werkstattpädagogik anbietet.

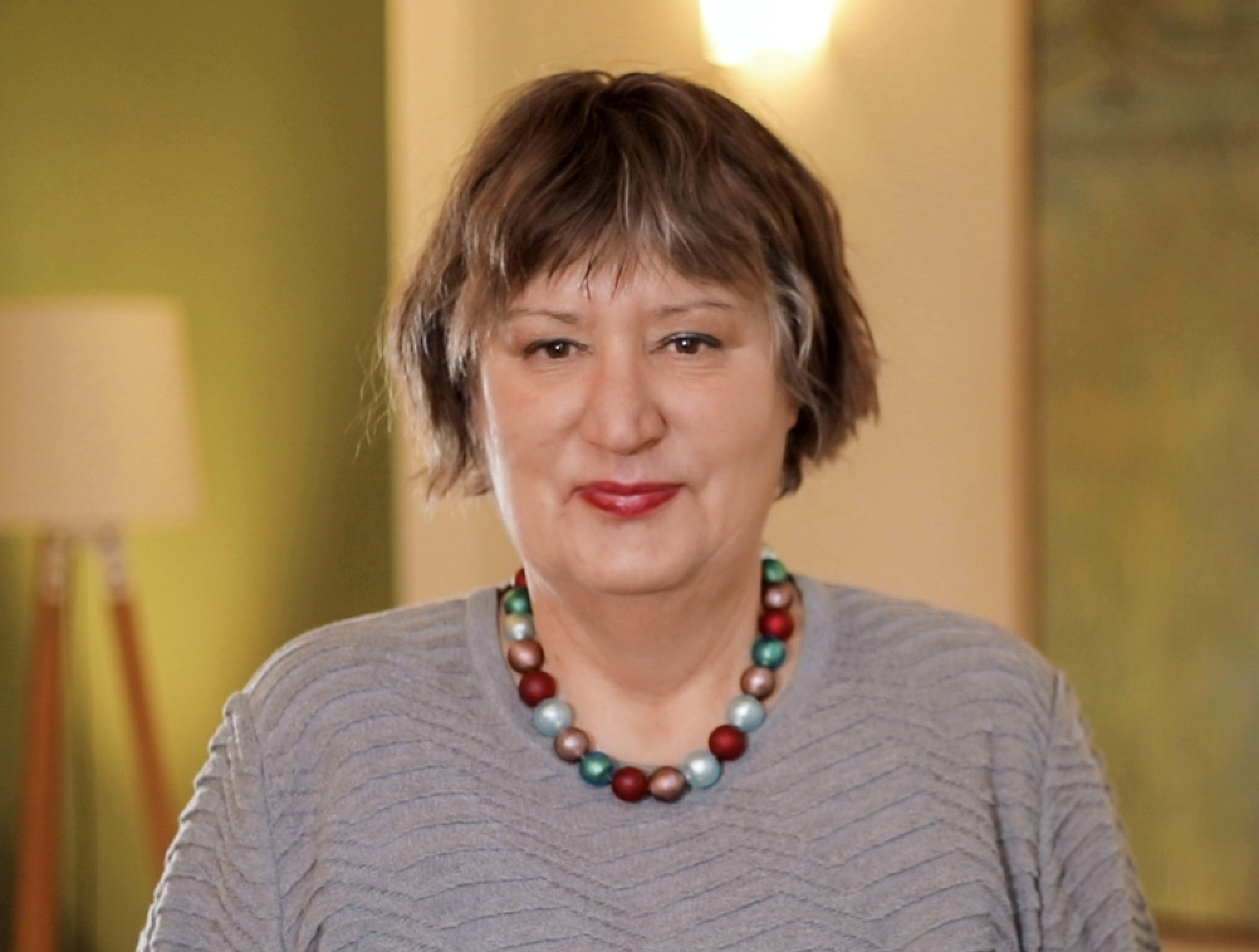
Christel van Dieken

## Leben
Nach Besuch eines neusprachlichen Gymnasiums bis 1974 begann sie ihre berufliche Laufbahn mit einem Studium der Diplom-Pädagogik, Psychologie und Soziologie an der Technischen Universität Berlin. Nach ersten beruflichen Erfahrungen als Erzieherin in Kitas wurde sie Fachberaterin beim städtischen Kitaträger Elbkinder in Hamburg (damals Vereinigung Hamburger Kindertagesheime). Von 1996 bis 1998 absolvierte sie eine Ausbildung zur gestalttherapeutisch orientierten Kunsttherapeutin am HIGW in Hamburg. Im Jahr 1996 gründete sie die "Bildungswerkstatt Hamburg", ein Fortbildungsinstitut für pädagogische Fachkräfte.
Zwischen 1999 und 2001 leitete Christel van Dieken im Auftrag des Senatsamtes für die Gleichstellung Hamburgs das Forschungsprojekt „Die Mädchen haben ja auch so Ärger im Kopf wie die Jungs“ – ein Aktionsforschungsprojekt zum Konfliktlösungsverhalten von Mädchen und Jungen in Kindertageseinrichtungen. Das Projekt wurde von der Bildungswerkstatt Hamburg in Kooperation mit Tim Rohrmann und Verena Sommerfeld durchgeführt.
Von 2002 bis 2004 war sie Projektleiterin bei der Gründung der Flachsland Zukunftsschule für den Kitaträger Kinderwelt Hamburg e.V, ein Schulprojekt mit reformpädagogischen Konzept und einem Schwerpunkt auf ästhetischer Bildung.
In den Jahren 2010 und 2011 war sie Lehrbeauftragte zum Thema „Zur Bedeutung von Raumkonzepten für kindliche Entwicklung“ an der Evangelischen Hochschule Dresden – University of Applied Sciences for Social Work, Education and Nursing im Fachbereich Kindheitspädagogik. Seit 2021 ist sie Lehrbeauftragte an der Hochschule Rhein-Waal für das Thema ästhetische Bildung und Kunstpädagogik im Fachbereich Kindheitspädagogik.
Seit 2017 leitet Christel van Dieken die Waterkant Academy in Hamburg – ein Institut für Beratung und Fortbildung mit dem Themenschwerpunkt Werkstattpädagogik.

## Werk und Theorie
Christel van Dieken hat das Konzept der Waterkant Werkstattpädagogik entwickelt. Es ist eine Weiterentwicklung der Offenen Arbeit auf der Grundlage der Reggio-Pädagogik. und verfolgt das Ziel, Kindern selbsttätige Bildungserfahrungen zu ermöglichen. Die Kinder können sich während des gesamten Kitatages weitgehend frei in allen Räumen der Kita bewegen. Sie können eigenaktiv und bedeutungsoffen mit vielfältigen Materialien experimentieren. Werkstätten bezeichnen dabei Räume, die Aneignungsprozesse ästhetischer, naturwissenschaftlicher Art sowie Bewegungs- und Körpererfahrungen ermöglichen.
Alle Werkstätten haben eine inhaltliche Ausrichtung (z. B. Bau- und Konstruktionswerkstatt) und bieten, über ihre themenspezifische Ausstattung hinaus, auch Materialien aus allen anderen Bildungsbereichen an. Neben den Möglichkeiten zum Rollenspiel finden die Kinder in einer Rollenspielwerkstatt z. B. auch eine Schmuckwerkstatt und eine Kostüm- und Textilwerkstatt. Die Ausstattung der Werkstätten hat einen hohen Aufforderungscharakter und orientiert sich an realen Werkstätten. Die Pädagogen fungieren – mit ihrem vertieften Fachwissen für einen konkreten Bildungsbereich – als Werkstattleiter für einzelne Werkstatträume. Sie sind Experten für ihren Bereich, verstehen sich mehr als Lernbegleiter denn als Lehrerende, folgen den Spuren der Kinder und initiieren Projekte. So unterstützen sie die Kinder bei der Entfaltung ihrer persönlichen Potentiale. Die Waterkant Werkstattpädagogik verfolgt im Sinne der Reggio-Pädagogik das Ziel, Kindern "Raum für ihre 100 Sprachen" zu geben. Grundlage der Werkstattpädagogik ist eine partizipative Didaktik und die Schaffung einer Kultur des Lernens, in der Kinder eine bedingungslose Wertschätzung erfahren und nicht zum Objekt pädagogischer Bemühungen degradiert werden.
Die Werkstattpädagogik hat zum Ziel, dass alle Beteiligten (Kinder und Pädagogen) ihre Talente, Kompetenzen und Fähigkeiten entwickeln können und so ihre "Sprache", d. h. Ausdrucksform, finden. Darüber hinaus sollen Kinder Selbstgestalter ihres Lebens zu werden. Dafür schafft die Waterkant Werkstattpädagogik geeignete Rahmenbedingungen. Jedes Kind kann vielfältige Erfahrungen von Selbstwirksamkeit machen, weil die Beteiligung von Kindern ein zentrales Element der Werkstattpädagogik ist. Kinder haben Entscheidungsfreiheit im sozialen Kontext einer Gemeinschaft. Die Werkstattpädagogik bietet für jedes einzelne Kind Herausforderungen, an denen es wachsen kann. So kann es lernen für sich und andere Verantwortung zu übernehmen. Die Leistungsbereitschaft von Kindern wird gefördert und gleichzeitig bekommen Kinder die Chance, den Umgang mit schwierigen Situationen zu meistern. So können Kinder Problemlösefähigkeiten erlernen, eine wesentliche und insbesondere in Zukunft erforderliche Lebenskompetenz Werkstattpädagogik bietet den Kindern das „echte Leben“ und nicht künstliche Kinderwelten. Kinder werden nicht beschäftigt, sondern können sich eine Betätigung wählen, die für sie Sinn macht. In der Definition von „Sinn“ bezieht sich die Werkstattpädagogik auf Viktor E. Frankl, der Sinn als eine Aufgabe definiert hat, die persönlich bedeutsam ist und die sich jeder Mensch selbst stellt.

## Wirken
- Organisationsentwicklung von Kitas des Arbeitersamariterbund (ASB) Hamburg zu Werkstattkitas
- Erarbeitung von Raumkonzepten für alle Maison Relais des Croix-Rouges Luxemburg
- Qualifizierung zur nonformalen Bildung aller Maison Relais des Foyers Scolaire Luxemburg
- YouTube-Kanal in Kooperation mit Julian van Dieken (Multimediaproduzent) zu Themen der Werkstattpädagogik und zum Thema "Zukunft des Lernens in Kita, Schule, Fachschule und Hochschule" (seit 2012)
- Gründung der Waterkant Academy online GmbH, ein Fortbildungsinstitut für Werkstattpädagogik und forschendes Lernen in der Hamburger HafenCity (2017)
- Ausbildung von Multiplikatoren für Waterkant Werkstattpädagogik in der Waterkant Academy Hamburg
- Produktion eines Filmes zum Thema "Partizipation ist eine Haltung" für den Paritätischen Gesamtverband im Projekt "Demokratie leben" (2018)
- Konzeption und Produktion der Digitalen Lernwerkstatt, eine Lernplattform für Onlinekurse zum Themenbereich der Werkstattpädagogik (2019)

## Publikationen

### Bücher
- Raum schaffen für die 100 Sprachen der Kinder. Eigenverlag, Hamburg 2019.
- mit Julian van Dieken: Einblicke in Kitas – Schöne Räume für 0-3-Jährige. Cornelsen Schulverlage, Berlin 2013, ISBN 978-3-589-24743-1.
- mit Thorsten Lübke und Julian van Dieken: Kompetente Kleinkinder – Wie professionelle Krippenarbeit im Alltag gelingt. Verlag das Netz, Berlin/Weimar 2012, ISBN 978-3-86892-048-2.
- Was Krippenkinder brauchen – Bildung, Betreuung und Erziehung von Kindern unter Drei. Überarbeitete Auflage. Herder Verlag, Freiburg 2012, ISBN 978-3-451-32567-0.
- mit Bärbel Effe und Brigitte Metzler: Kinderkunstwerkstatt – Ein Handbuch zur ästhetischen Bildung von Kindern unter drei Jahren. Verlag das Netz, Berlin 2010, ISBN 978-3-86892-017-8.
- mit Barbara Mößner und Margarete Rettkowski-Felten: Werkstattbuch Farben. Herder Verlag, Freiburg 2007, ISBN 978-3-451-32093-4.
- Lernwerkstätten und Forscherräume in Kita und Kindergarten. Herder Verlag, Freiburg 2004, ISBN 3-451-28325-5.
- mit Tim Rohrmann und Verena Sommerfeld: Richtig streiten lernen – Neue Wege der Konfliktbewältigung unter Kindern. Lambertus Verlag, Freiburg 2004, ISBN 3-7841-1470-9.
- Im Farbrausch – Mit Farben gestalten. Herder Verlag, Freiburg 2003, ISBN 3-451-27133-8.
- So geht's mit Krippenkindern. Kindergarten heute Sonderheft, Freiburg 2002 und überarbeitete Auflage 2008, ISBN 978-3-451-00382-0.

### Zeitschriftenartikel
- Werkstattpädagogik digital. In: Wamiki. 2/2020, S. 43–47, ISSN 2363-7714
- Das Konzept der Offenen Werkstatt – Raum schaffen für die 100 Sprachen der Kinder. In: Unsere Kinder, Österreich. 3/2018, S. 4–9, ISSN 2518-3907
- Skulptur und Plastik. In: Betrifft Kinder. Heft 04–05/2009, S. 34–37. ISSN 1613-737X
- Spuren hinterlassen. In: Betrifft Kinder. Heft 03/2009, S. 38–41. ISSN 1613-737X
- Kinderkunstwerkstatt. In: Betrifft Kinder. Heft 01–02/2009. S. ISSN 1613-737X
- Die Sehnsucht nach dem Meer. In: Betrifft Kinder. Heft 01-02-2008, S. 22–26. ISSN 1613-737X
- mit Tim Rohrmann und Verena Sommerfeld: Was tun, wenn die Fäuste fliegen? Mit Konflikten anders umgehen. In: Kindergarten heute. Heft 08/2003, S. 18–27, ISSN 0344-3949
- mit Tim Rohrmann: Raum und Räume für Mädchen und Jungen. Angebote und Raumnutzung unter geschlechtsspezifischen Aspekten. In: Kindergarten heute. Heft 1–2003, S. 26–33, ISSN 0344-3949
- mit Tim Rohrmann: Junge sein ist besser: kannste alles machen…” Was Mädchen und Jungen über Mädchen und Jungen denken. In: Kindergarten heute. Heft 11–12/2001, S. 30–35. ISSN 0344-3949

### Filme
- mit Julian van Dieken, Arnim Jepsen und Colin Wernicke: (Lern-)Werkstattarbeit in Kitas und Grundschule. Verlag das Netz, Berlin und Weimar 2011
- mit Julian van Dieken: Ganz nah dabei – Eingewöhnung von Kindern unter drei Jahren in Krippe
- mit Julian van Dieken: Ganz nah dabei – Raumgestaltung für 0-3-Jährige in Kitas
- mit Julian van Dieken: Ganz nah dabei – Gestaltung von Alltagssituationen für 0-3-Jährige in Kitas